# Rodión Alímov
Rodión Alímov –en ruso, Родион Алимов– (Ufá, 21 de abril de 1998) es un deportista ruso que compite en bádminton. Ganó una medalla de oro en el Campeonato Europeo de Bádminton de 2021, en la prueba de dobles mixto.

## Palmarés internacional
| Campeonato Europeo | Campeonato Europeo | Campeonato Europeo | Campeonato Europeo |
| Año                | Lugar              | Medalla            | Prueba             |
| ------------------ | ------------------ | ------------------ | ------------------ |
| 2021               | Kiev (Ucrania)     | Medalla de oro     | Dobles mixto       |